# Kalwaria Krzeszowska
Kalwaria Krzeszowska − założenie kalwaryjne składające się z 16 kaplic z 32 stacjami w Krzeszowie. Cała droga krzyżowa ma ponad 5 km długości. Rozpoczyna się i kończy w zespole klasztornym. W odróżnieniu od innych kalwarii stacje drogi krzyżowej rozproszone są nie na wzgórzu lecz na płaskim terenie pośród pól i lasów. Budowę kalwarii rozpoczęto za opata cystersów krzeszowskich Bernarda Rosy w latach 1672−1678. Pierwotnie drewniane kaplice w latach 1703−1721 zastąpiono murowanymi (za opata Dominika Geyera).
W Sudetach tylko Kalwaria Wambierzycka jest większa.